# Cantonul Le Thillot
Cantonul Le Thillot este un canton din arondismentul Épinal, departamentul Vosges, regiunea Lorena, Franța.

## Comune
- Bussang
- Ferdrupt
- Fresse-sur-Moselle
- Le Ménil
- Ramonchamp
- Rupt-sur-Moselle
- Saint-Maurice-sur-Moselle
- Le Thillot (reședință)